# Горган Олександр Любомирович
Го́рган Олекса́ндр Любоми́рович (нар. 5 листопада 1975, м. Калуш, Івано-Франківська область) — голова Київської обласної державної адміністрації (2016–2018), український державний службовець, правознавець і спортсмен. Президент Всеукраїнської молодіжної організації «Молодь проти корупції». Засновник, почесний президент ВМГО «Асоціація молодих донорів України».

## Життєпис
Народився в родині лікарів. Українець. Християнин греко-католик. Дружина Лялька Ірина Сергіївна (з 1982 р.н, одружені з 1 травня 2004), за освітою юрист, в минулому фотомодель, на даний момент майстер авторської ляльки та спеціаліст з вінтажного декорування. Сини Любомир (2005) і Аскольд (2008), донька Катерина (2015).
Освіта
- У 2019 закінчив з навчання в Національна академія державного управління при Президентові України і здобув ступінь магістра за спеціальністю  «Публічне управління та адміністрування».
- У 2018 закінчив з навчання в Києво-Могилянська бізнес-школа за програмою за Програмою «Школа стратегічного архітектора».
- У 1997 закінчив з відзнакою юридичний факультет Київського національного університету імені Тараса Шевченка за спеціальністю «правознавство».
- У 1995 навчався в Edwards Language School, Лондон, Велика Британія.
- У 2001 навчався в Сполучених Штатах Америки за програмою The International Visitor Leadership Program (IVLP) на запрошення Федерального уряду США.

У приватному секторі
- Під час навчання в університеті стає співзасновником юридичної компанії «Юстиніан».
- У 1998–2001 партнер-співвласник СП "Юридичне бюро «ОЛАС».
- Адвокат з 2002 до 2015.

На виборних посадах
- 2005–2010 —  депутат Вишгородської міської ради IV скликання (перший номер виборчого списку Громадянської партії «Пора»)
- 2015–до цього часу —  депутат Київської обласної ради VIІ (XVIІ) скликання (обраний від виборчого округу №23 за списком політичної партії Блок Петра Порошенка «Солідарність»)

На державній службі
Розпорядженням Президента України №350/2015-рп від 31 березня 2015 року був призначений головою Вишгородської районної державної адміністрації Київської області. 
11 жовтня 2016 року конкурсна комісія з питань вищого корпусу державної служби обрала Олександра Горгана головою Київської обласної державної адміністрації.  
28 жовтня 2016 року Президент України Петро Порошенко призначив Олександра Горгана головою Київської обласної державної адміністрації.
30 жовтня 2018 року звільнений з посади Голови Київської ОДА за власним бажанням.

## Спортивна діяльність
- У шкільні роки займався боксом та плаванням, у студентські роки — легкою атлетикою.
- З 2008 займається веслування на байдарці. У 2011 році в складі міжнародної команди взяв участь в експедиції, протягом якої подолав на байдарці 1500 км в Індійському океані вздовж західного узбережжя Австралії.
- З 2012 займається триатлоном. 06 липня 2014 року взяв участь у Чемпіонаті Європи з триатлону Ironman Germany і отримав спортивний титул «Ironman» оскільки зумів подолати дистанцію найвищої категорії складності — «Ironman Triathlon». Для цього довелось без жодної зупинки проплисти 3,8 км, проїхати на велосипеді 180 км, і потім пробігти 42,2 км (повну марафонську дистанцію).   [Архівовано 9 березня 2015 у Wayback Machine.]
- У 2009 обраний до складу Президії Федерації веслувального слалому України.
- У 2014 обраний Почесним президентом Федерації кануполо України.
- Виступив з ініціативою про створення Київського водного стадіону на базі затоки Оболонь в місті Києві. У період з 2011 по 2015 очолював КП «Київський водний стадіон».

Захоплюється триатлоном, Surf ski каякінг.

## Громадська діяльність
- В 1989, при досягненні віку 14 років, вступив до лав Спілки Незалежної Української Молоді (СНУМ) — патріотичної молодіжної організації. Значну частину програм своєї діяльності організація здійснювала в умовах повної конспірації, оскільки члени СНУМ переслідувались працівниками КДБ.
- В 1992 став членом Всеукраїнської громадської організації «Союз Українського Студентства», а вже в 1994 році був обраний Головою цієї загальнонаціональної студентської організації.
- В 1995 був обраний заступником Голови Українського Національного Комітету Молодіжних Організацій — ця спілка об'єднувала переважну більшість молодіжних і дитячих організації в Україні. До посадових обов'язків відносилось розробка проектів нормативних актів та міжнародне співробітництво.
- В 1999 був включений до складу Національної Ради з питань молодіжної політики при Президентові України.
- В 2000 став одним з співзасновників Всеукраїнської молодіжної організації «Молодь проти корупції». Був обраний її Президентом і очолює цю організацію до цього часу. Організація «Молодь проти корупції» проводить програми виявлення і протидії системної корупції в органах державної влади  [Архівовано 6 вересня 2015 у Wayback Machine.]. В 2006 році організація проводила акції протесту проти розкрадання бюджетних коштів, виділених на спорудження Київського метрополітену  [Архівовано 2 квітня 2015 у Wayback Machine.]. В 2008 році організація проводила масові акції протесу проти корупційної діяльності керівництва ДТГО «Південно-західна залізниця».  [Архівовано 2 квітня 2015 у Wayback Machine.] Організація «Молодь проти корупції» протидіє забудові парків і скверів, бореться з захопленням прибережних смуг. Організація також здійснює програми правової освіти молоді.
- Починаючи з 2000 і до цього часу очолює спеціалізовану експертну установу — громадську організацію «Інститут проблем тероризму, корупції та організованої злочинності».
- В період з 2007 по 2009 був Заступником голови Координаційної ради молодих юристів України при Міністерстві юстиції України.
- В 2006 році виступив ініціатором створення Асоціації молодих донорів України. З часу заснування організації і по сьогоднішній день є Почесним Президентом цієї організації. Організація об'єднує молодих людей, які безоплатно здають донорську кров і пропагують цю благородну справу. На базі організації працює інформаційний центр «Гаряча лінія крові» та інтернет — портал krov.ua [krov.ua]. Силами Асоціації вирішено проблему критичного дефіциту донорської крові для онкохворих дітей в місті Києві. [Архівовано 2 квітня 2015 у Wayback Machine.]

Акція на захист української мови 2012 року
Відзначився під час проведення протесту на захист української мови біля Українського Дому у зв'язку з прийняттям Закону України «Про засади державної мовної полі́тики» № 5029-VI (неофіційно — закон Колесніченка-Ківалова або «мовний закон»).  [Архівовано 2 квітня 2015 у Wayback Machine.]  [Архівовано 2 квітня 2015 у Wayback Machine.]
Євромайдан
Брав участь в організації масових акцій протесту у відповідь на відмову підписання Угоди про асоціацію між Україною та Євросоюзом. Був призначений командиром рою № 26 сил Самооборони Майдану, які були створені після спроби силового розгону Євромайдану 30 листопада.

## Відзнаки
Державні нагороди
- 1999 Орден «За заслуги» III ст. Указ Президента України № 1310/99 (9 жовтня 1999)

 style="background: transparent"
| Орден «За заслуги» ІІІ ступеня |

Відомчі нагороди
- 2005 Почесна відзнака Міністерства України у справах молоді та спорту «За активну громадську діяльність» Наказ Міністра № 1006 від 25.06.2005 р.
- 2004 Почесна грамота Верховної Ради України Розпорядження Голови Верховної Ради України № 1286 від 04.11.2004 р.
- 2001 Премія Кабінету міністрів України за внесок молоді у розбудову держави Постанова КМУ № 703 від 25.07.2001
- 2001 Подяка Ради організації ветеранів України.
- 1998 Почесна грамота Міністерства України у справах сім'ї та молоді.